# Danis peri
Danis peri är en fjärilsart som beskrevs av Grose-smith 1894. Danis peri ingår i släktet Danis och familjen juvelvingar. Inga underarter finns listade i Catalogue of Life.